# 恩典座堂
37°47′31″N 122°24′47″W / 37.791912°N 122.413009°W

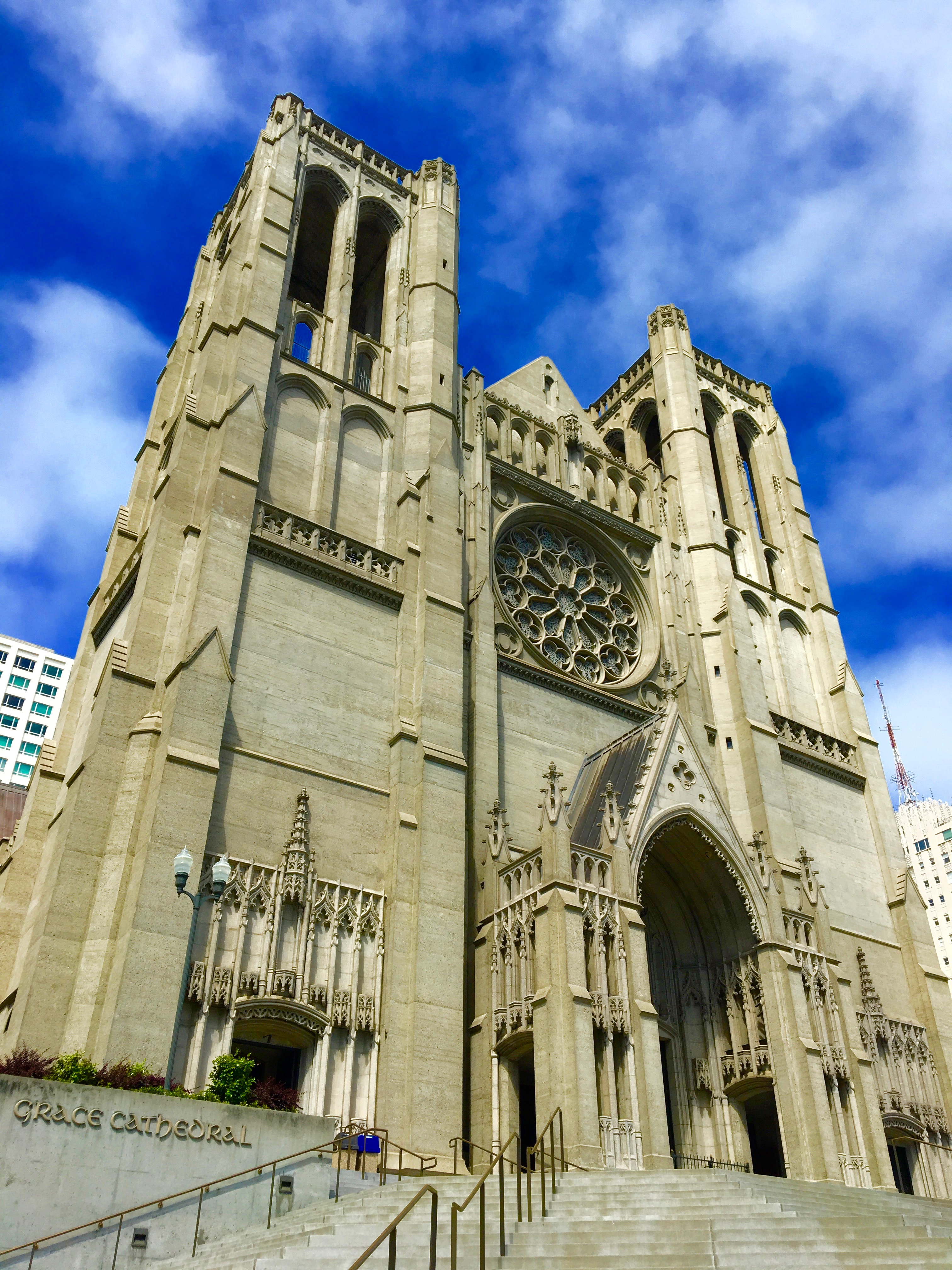
恩典座堂

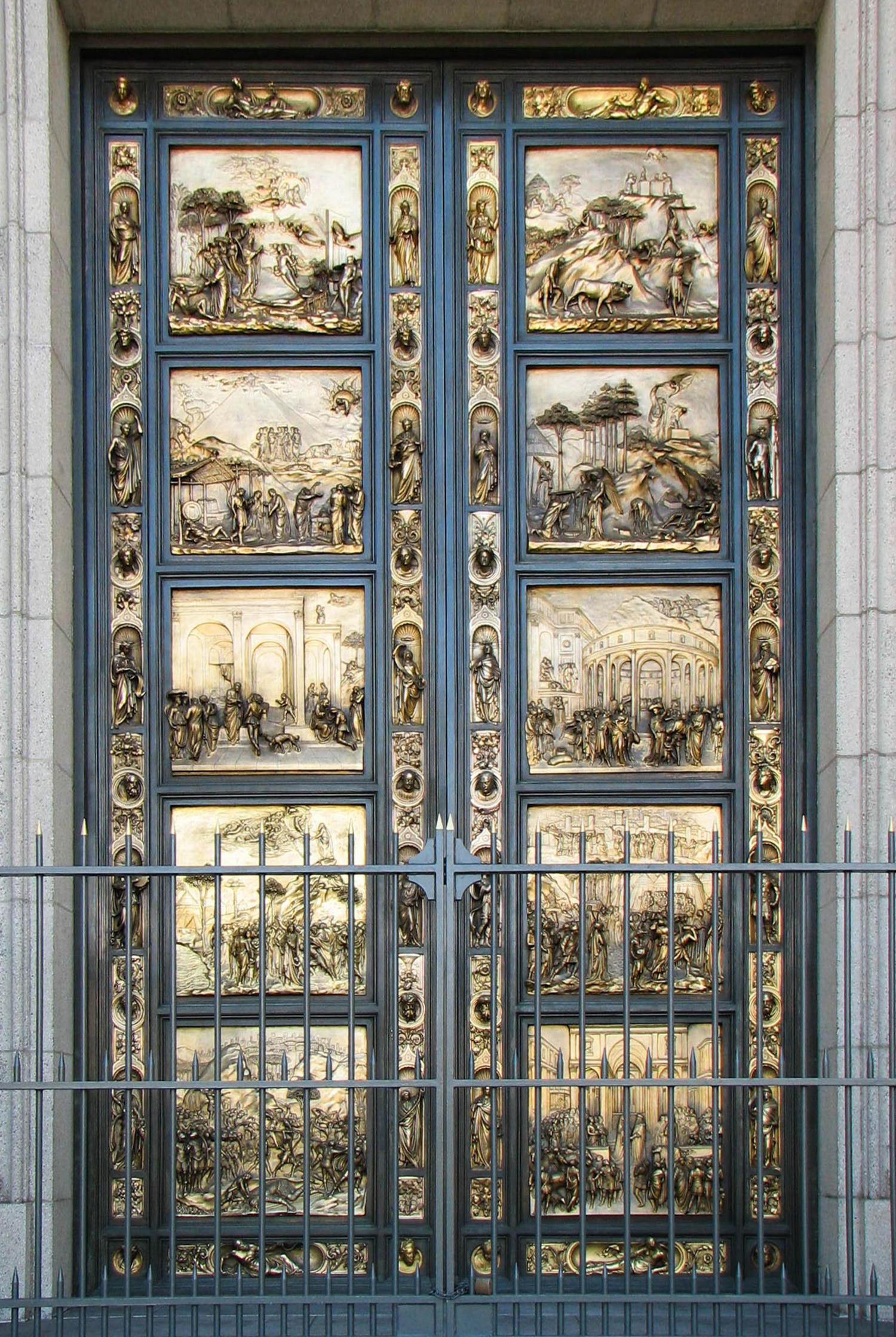
天堂之门

恩典座堂（Grace Cathedral）是美国圣公会加利福尼亚教区的主教座堂，位于旧金山的诺布山。该教区的范围曾经包括整个加州，但现在只包括旧金山湾区。这个教堂以其开放而著称。
这座教堂已经成为一个教徒和游客的国际朝圣中心，著名的有扬·亨利克·德·罗桑（Jan Henryk De Rosen）的马赛克，洛伦佐·吉贝尔蒂《天堂之门》的复制品，2个迷宫，各种花窗玻璃， 凯斯·哈林爱滋病小圣堂祭坛画，中世纪和现代家具，以及有44个钟的钟楼，3个管风琴，和唱詩席。
恩典座堂有一个只剩下七个人的男子与男童唱诗班，还有另外两个唱诗班，对应于美国的K-8 座堂男子学校，以及华盛顿国家座堂。唱诗班指挥是本巴赫曼。
2009年1月31日，阿兰琼斯牧师退休，他还是恩典座堂论坛（The Forum at Grace Cathedral）节目的主持人。

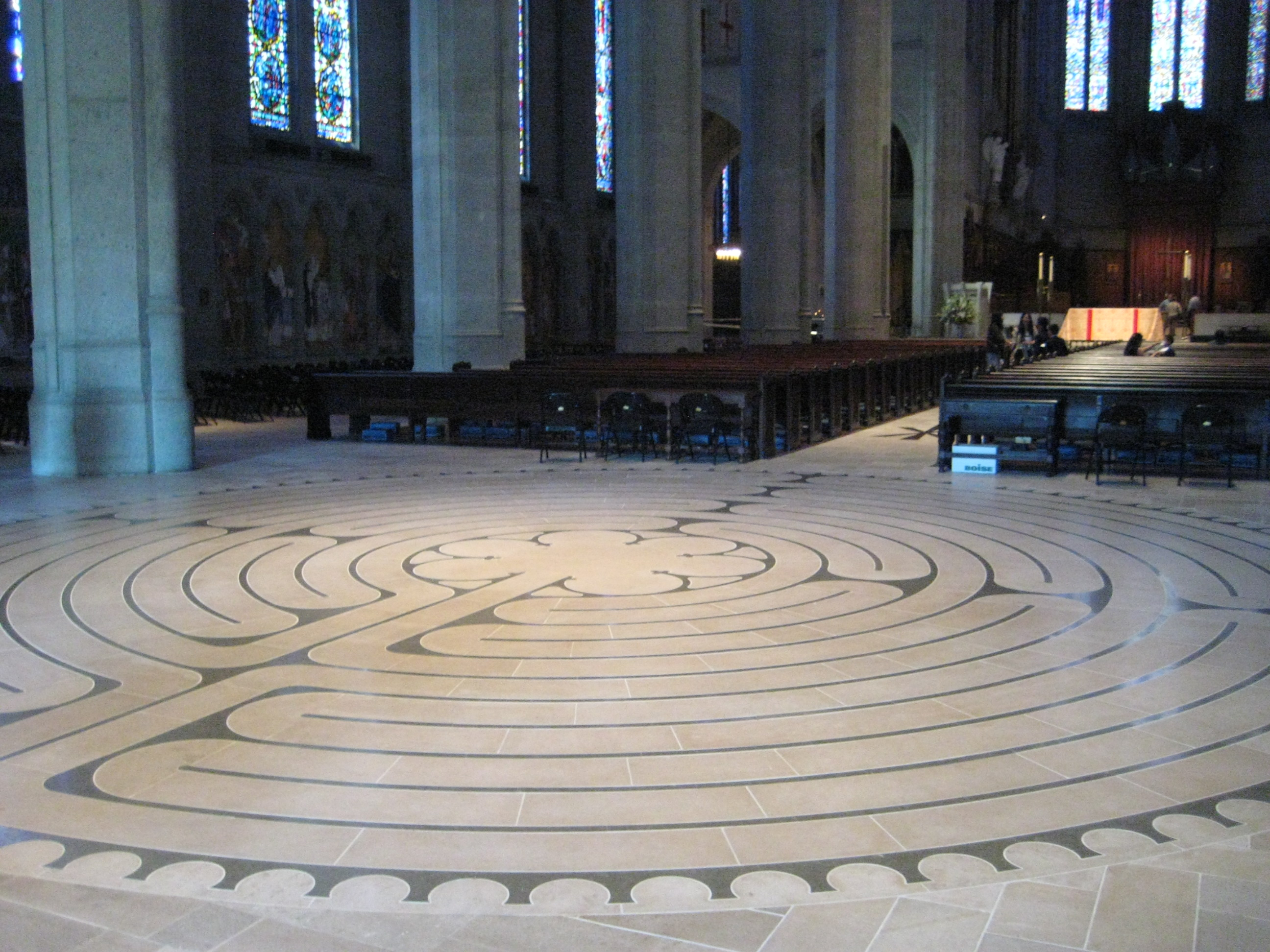
迷宫